# Bonbon Custodio
Bonifacio Custodio(30 de novembro de 1982),mais conhecido como Bonbon Custodio é um ex-basquetebolista filipino.

## Títulos e condecorações
- PBA Champion(2009)
- PBA All-Rookie Team(2009)

## Aposentadoria
Bonbon anunciou aposentadoria em 2015.